# کوییک ا مارت
کوییک ا مارت (به انگلیسی: Kwik-E-Mart) (به صورت Quick-E-Mart در قسمت "جنرال بارت") یک دکه بقالی در مجموعه پویانمایی سیمپسون‌ها است. این فروشگاه نمونه‌ای از دکه بقالی‌های آمریکایی مثل ۷-ایلون و واوا است؛ و کلیشه‌های بسیاری راجع به آنان را به تصویر می‌کشد. کوییک ا مارت برای قیمت‌های بالا و اجناس بد کیفیت مشهور است. متصدی این فروشگاه فردی هندی-آمریکایی است به نام آپو ناهاساپیماپتیلتون که اولین بار در قسمت "سر سخن چین" دیده شد و بعد از آن حضورش در سیمپسون‌ها عادی شد.
در ژوئیه ۲۰۰۷، دوازده فروشگاه ۷-ایلون در ایالات متحده و یک فروشگاه در کانادا تبدیل به کوییک ا مارت شدند برای ترویج ویژه سیمپسون‌ها (فیلم). همچنین در ۲۰۰۷، فروشگاه‌های هدیه‌ای با اقتباس در «کوییک ا مارت ها» در یونیورسال استودیوز فلوریدا و یونیورسال استودیوز هالیوود راه اندازی شدند تا با شهربازی سیمپسون‌ها همراه باشند.

## نقش در سیمپسون‌ها
فروشگاه کوییک ا مارت یک فروشگاه بقالی است که اجناس معمولی را با قیمت بسیار بالا می‌فروشد؛ که شامل اسکوییشی معروف نیز می‌شود. ریشه کوییک ا مارت جایی در هیمالیا شروع شد.
کوییک ا مارت اسپرینگفیلد توسط فردی هندی-آمریکایی به نام آپو ناهاساپیماپتیلتون اداره می‌شود. البته با همکاری برادرش سانجای که نماد کلیشهٔ «متولد خارج» است.

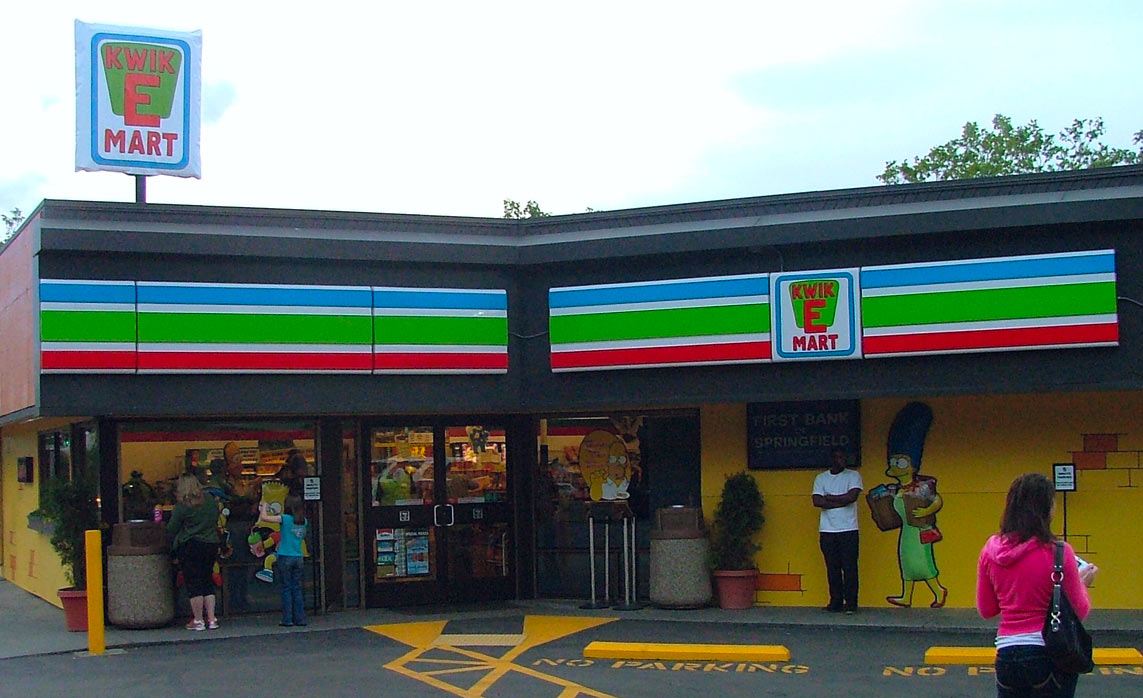
یک «کوییک ا مارت» ۷-ایلون در سیاتل، واشینگتن سال ۲۰۰۷ است. یکی از ۱۲ فروشگاهی که موقتاً برای فیلم سیمپسون‌ها تغییر کردند.